# Фіорелла Манноя

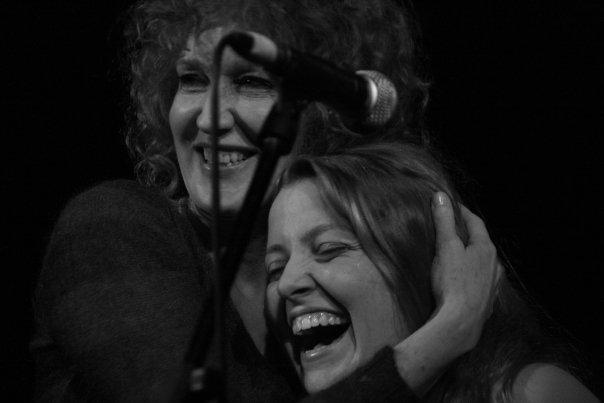
Fiorella Mannoia i Noemi

Фіорелла Манноя (італ. Fiorella Mannoia; 4 квітня 1954, Рим) — італійська співачка.

## Біографія
Батько Фіорелли — Луїджі був каскадером на кіностудії. Фіорелла, її брат Мауріціо і сестра Патриція теж стали працювати на кіностудії. Першу кінороль Фіорелла виконала у 13-річному віці у фільмі «Не співай, Стріляй!» (1968). Вона часто виступала в ролі дублера для Моніки Вітті, наприклад, в картині «Amore Mio aiutami».
28 жовтня 2014 року — виконала нову версію одного з «класичних» хітів Адріано Челентано — «Un bimbo sul leone» (1968).

## Дискографія

### Альбоми
- 1972 — Mannoia Foresi & co.
- 1985 — Momento delicato
- 1986 — Fiorella Mannoia
- 1988 — Canzoni per parlare
- 1989 — Di terra e di vento
- 1992 — I treni a vapore
- 1993 — Le canzoni
- 1994 — Gente comune
- 1997 — Belle speranze
- 1999 — Certe piccole voci
- 2001 — Fragile
- 2002 — In tour
- 2004 — Concerti
- 2006 — Onda tropicale
- 2007 — Canzoni nel tempo
- 2008 — Il movimento del dare
- 2009 — Ho imparato a sognare
- 2010 — Il tempo e l'armonia (з Noemi)
- 2010 — Il tempo e l'armonia (Deluxe Edition) (з Noemi)